# 科舍哈布利區

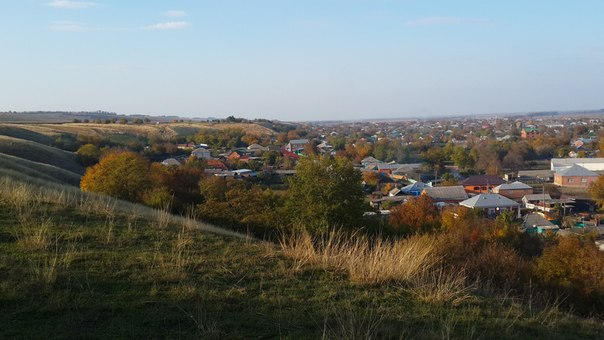

44°54′N 40°29′E / 44.900°N 40.483°E
科舍哈布利區（俄语：Кошехабльский район），是俄羅斯的一個區，位於該國西南部，由阿迪格共和國負責管轄，始建於1924年12月31日，面積606.7平方公里，2010年人口30,422，人口密度每平方公里50.1人。